# パブロ・パントマイム
パブロ・パントマイム（Pablo Zibes 1971年 - ）は、アルゼンチンの俳優、パントマイム。

## 経歴
ブエノスアイレス市立演劇学校（Escuela Municipal de Arte Dramático、EMAD）で俳優としての訓練を1991年に修了し、パブロはプロのパントマイム役者になった。彼はアルゼンチンのいくつかのコースとスイスの「Dimitri 劇場学校」で パントマイム技術をさらに深めた。
ヨーロッパとアジアを旅行しながら、パントマイム役者、そして大道芸役者としての 経験を積んだ。
彼は主に祭り、行事、様々な大会、そしてテレビなどに出演しているが、特に街中を歩きながら異なったキャラクター、例えばロボットやおもちゃの兵隊などで楽しませる芸を得意としている。